# Jetkanje
Jetkanje je postupak uklanjanja površine materijala djelovanjem nagrizajućih tvari. Obično se dio površine zaštiti od nagrizanja, pa se uklanja samo nezaštićena površina. Primijenjuje se u umjetnosti, tiskarstvu i industriji. 

## Primjena u elektronici
Skidanje viška bakrenog sloja s PCB-a, najčešće se koristi mješavina (najbolje tople) vode, vodikovog peroksida i solne kiseline, rjeđe se koriste granule feroklorida koje se tope u vodi (jako sporo).
Jetkanje se radi tako da se na 700ml vode doda 200ml solne kiseline (30%) i oko 150ml peroksida. U ovoj mješavini ostaviti bakrenu pločicu nekih tridesetak minuta uz blago pomicanje posude s otopinom (ili pločice).

## Općenito
Nagrizanje ili jetkanje je proces kod kojeg pomoću jake kiseline uklanjamo određene nezaštićene dijelove metalne ploče, a kako bi dobili bilo izbočene bilo udubljene motive ili ukrase. Ova se tehnika smatra jednom od grafičkih tehnika dubokog tiska. Za razliku od graviranja, ovdje metal ne uklanjamo dlijetom nego nekom kiselom ili alkalnom kemijskom otopinom. Osim u grafici tehnika se koristi i u umjetničkoj obradi metala, te stakla. Tehnološki zahtijevnija varijanta procesa je fotonagrizanje, koje se također koristi i u umjetničkoj obradi metala, no danas mu je glavna primjena izrada tiskanih pločica za elektronsku industriju.

## Vanjske poveznice
- Prints & People: A Social History of Printed Pictures, an exhibition catalog from The Metropolitan Museum of Art (fully available online as PDF), which contains material on etching
- Photo Etching process video  Arhivirana inačica izvorne stranice od 27. prosinca 2013. (Wayback Machine)
- Photo Etching process overview   Arhivirana inačica izvorne stranice od 30. srpnja 2013. (Wayback Machine)
- The Print Australia Reference Library Catologue  Arhivirana inačica izvorne stranice od 31. kolovoza 2007. (Wayback Machine)
- Etching from the MMA Timeline of Art History
- Museum of Modern Art information on printing techniques and examples of prints  Arhivirana inačica izvorne stranice od 6. veljače 2005. (Wayback Machine)
- Mini Print International of Cadaques. The longest running international print competition and exhibition. Catalogues online in ARCHIVE
- PCB Etching using a laser printer and etchant - also includes a video